# The Bloom and the Blight
The Bloom and the Blight es el cuarto álbum de estudio del dúo Two Gallants, lanzado el 4 de septiembre de 2012. Sigue el álbum homónimo, Two Gallants, el cual fue lanzado el 25 de septiembre de 2007. Una versión completa del álbum estuvo disponible en versión streaming el 27 de agosto de 2012, a través de la revista Rolling Stone.

## Lista de canciones[12]
1. "Halcyon Days"
2. "Song of Songs"
3. "My Love Won't Wait"
4. "Broken Eyes"
5. "Ride Away"
6. "Decay"
7. "Winter's Youth"
8. "Willie"
9. "Cradle Pyre"
10. "Sunday Souvenirs"